# Advanced Audio Coding
Advanced Audio Coding (AAC) is een coderingsstandaard voor lossy compressie van digitale audio. AAC is ontworpen als opvolger van MP3 en behaalt algemeen gezien een betere geluidskwaliteit ten opzichte van MP3 bij gelijke bitsnelheden.
AAC is uitgeroepen tot internationale standaard door het MPEG-comité (Motion Pictures Experts Group) in april 1997. Het werd ontwikkeld in samenwerking met enkele bedrijven, zoals Bell Labs, Fraunhofer instituut, Dolby, Sony en Nokia.
Anders dan MP3 ondersteunt AAC multi-kanaals-audio tot maximaal 48 full-frequencykanalen. Een MP3-geluidsfragment van 192 kbps zal ongeveer dezelfde kwaliteit hebben als een AAC-bestand van 128 kbps, waarbij het AAC-bestand kleiner in omvang zal zijn en dus een efficiëntere datacompressie (40% kleiner) en een betere geluidskwaliteit heeft dan MP3.
AAC is het best bekend als het standaardaudioformaat gebruikt door Apples iPhone, iPod, iPad en iTunes en het formaat wordt gebruikt bij aankoop van audio in de iTuneswinkel en bij de streamingdienst Apple Music. Daarnaast is AAC ook het standaardformaat voor Sony's PlayStation 3, waar het gebruikt wordt om geïmporteerde cd's gecomprimeerd op te slaan. Ook wordt AAC ondersteund in veel mediaspelers, entertainmentsystemen en autoradio's.
Over het algemeen komt het AAC-formaat veel voor met de extensie M4A in plaats van AAC. Met de extensie M4A wordt aangegeven dat het bestand onderdeel is van een MP4-container die alleen audio bevat, met eventueel toegevoegde informatie zoals songteksten.

## Verbeteringen
Enkele verbeteringen van AAC ten opzichte van MP3 zijn:
- Groter samplefrequentiebereik (van 8 tot 96 kHz).
- Tot 48 audiokanalen.
- Willekeurige bitsnelheden en variabele framelengte.
- Gestandaardiseerde constante bitsnelheid met bitreserve.
- Hogere efficiëntie en eenvoud van filters.
- Hogere coderingsefficiëntie voor stilstaande en kortstondige signalen.
- Betere omgang met frequenties boven 16 kHz.
- Meer flexibiliteit en verbeteringen om codecs te ontwikkelen.

## Gebruik
Hoewel AAC meer flexibiliteit en verbeteringen heeft dan de oorspronkelijke MPEG-1-audiospecificatie, blijft het MP3-formaat ongekend populair. Met name bij lage bitsnelheden is gebleken dat AAC en HE-AAC technisch gezien in het voordeel is, vanwege de superieure stereocodering, pure MDCT en betere transformatiegrootte.
MP3 kent weliswaar universele hardware- en softwareondersteuning, vooral door de begindagen van muziekverspreiding via het internet, maar AAC is een sterke concurrent door de niet-aflatende steun vanuit de industrie.